# مؤشر حيوي

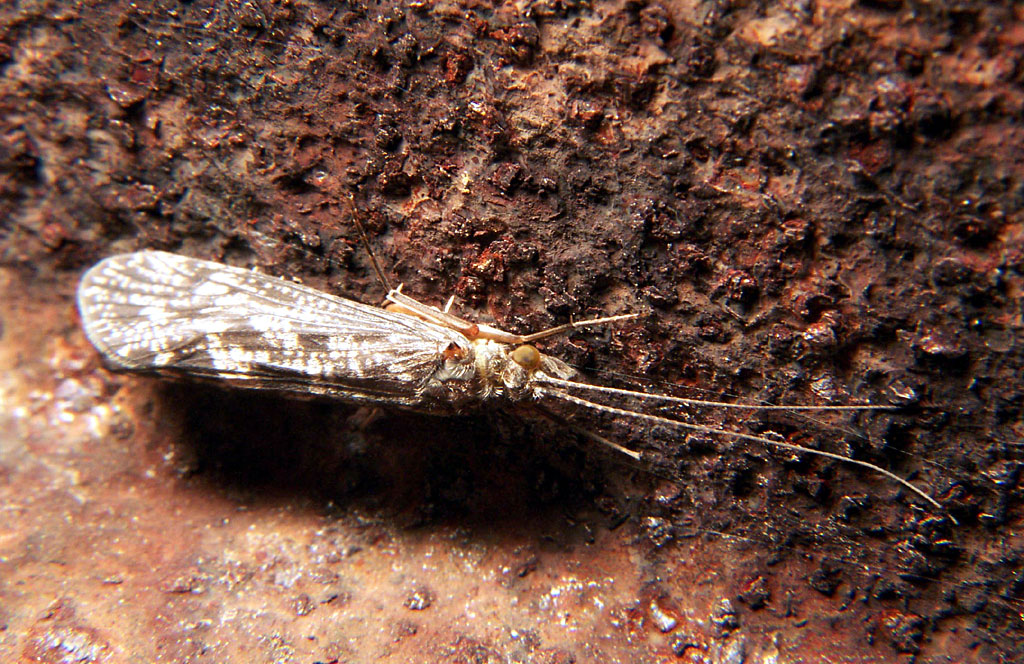
ذباب القمص (أو شعيرات الأجنحة) من اللافقاريات ويتم استخدامها على أنها مؤشر على جودة المياه.

المؤشر الحيوية أو كاشف التلوث الحيوي هي الأنواع التي يمكن استخدامها لمراقبة صحة البيئة أو النظام البيئي. أي أنها أنواع بيولوجية أو مجموعة من الأنواع قد تكون وظيفتها أو تجمعها أو أي وضع لها يكشف عن درجة النظام البيئي أو السلامة البيئية الموجودة. مثال على مجموعة من المؤشرات الحيوية هي مجدافية الأرجل والقشريات المائية الصغيرة الأخرى الموجودة في كثير من المسطحات المائية. ويمكن رصد تأثر هذه الكائنات بالتغييرات (الكيميائية الحيوية أو الفسيولوجية أو السلوكية) التي قد تشير إلى وجود مشكلة في النظام البيئي. وقد تُخبرنا المؤشرات الحيوية عن الآثار التراكمية للـملوثات المختلفة في النظام البيئي وعن مدى المشكلة التي قد تكون موجودة، التي لا يمكن إجراء الاختبار الفيزيائي والكيميائي عليها.
يمكن تعريف المراقب الحيوي على أنه المتعضية التي توفر المعلومات الكمية في نوعية البيئة الموجودة حولها. وعلى هذا، ستشير المراقبة الحيوية الجيدة إلى وجود الملوث وتحاول أيضًا تزويد معلومات إضافية عن الكمية وشدة التعرض.
المؤشر الحيوي عبارة عن كائن حي أو الاستجابة الحيوية التي تكشف عن وجود ملوثات عن طريق ظهور الأعراض المطابقة للأصل أو الاستجابات قابلة القياس، ولذا فهي نوعية بصورة أكبر. تقدم هذه الكائنات (أو المجتمعات من الكائنات الحية) معلومات عن التغيرات البيئية أو كمية الملوثات البيئية عن طريق تغيير واحدة من الطرق التالية: الفيزيولوجية أو الكيميائية أو السلوكية.
ويمكن استنتاج المعلومات عن طريق دراسة التالي:
1. محتواها من بعض العناصر أو المركبات
2. المورفولوجيا الخاصة بها أو هيكلها الخلوي
3. التمثيل الغذائي- عمليات التمثيل الغذائي
4. السلوك، أو

هياكل #التجمع السكاني.
تم تبرير أهمية وجدوى المؤشرات الحيوية، فضلاً عن المعدات المصنوعة يدويًا، عن طريق البيان التالي: «ليس هناك مؤشر لحالة الأنواع أو النظام أفضل من الأنواع أو النظام نفسه».:74
تم وصف استخدام المراقبة الحيوية على أنه المراقبة الحيوية (اختصارالمراقبة الحيوية) وهو استخدام لخصائص الكائن الحي للحصول على معلومات عن جوانب معينة عن المحيط الحيوي. قد تكون المراقبة الحيوية للملوثات الهوائية سلبية أو إيجابية. تلاحظ الطرق السلبية نمو النباتات بصورة طبيعية في مجال الاهتمام. تكتشف الطرق الإيجابية وجود الملوثات الهوائية عن طريق اختبار النباتات في الاستجابة المعروفة والنمط الجيني في مجال الدراسة.
كثيرًا ما تُعد مؤشرات التراكم الحيوي مراقبات حيوية.
هناك العديد من أنواع المؤشرات الحيوية، ولكن ذلك يعتمد على الكائن الحي الذي تم اختياره وطبيعة استخدامه.

## المؤشرات النباتية
قد يوفر وجود نبات معين أو عدم وجوده أو غيره من الحياة النباتية في النظام البيئي دليلاً بشأن الصحة البيئية: الحفاظ على البيئة.
هناك العديد من أنواع المؤشرات النباتية، بما في ذلك الحزازيات والأشنيات ولحاء الشجرة وجيوب اللحاء وحلقات الشجر وأوراق الأشجار والفطريات.
- الأشنيات عبارة عن كائنات حية تتكون من الفطريات والطحالب. (إنها ليست نباتات.) تم العثور على الأشنيات في الصخور وجذوع الأشجار، وتستجيب للتغيرات البيئية في الغابات، بما في ذلك تغيرات في بنية الغابة - علم أحياء الانحفاظ وجودة الهواء والمناخ. يشير اختفاء الأشنيات من الغابة إلى الضغوط البيئية، مثل المستويات العالية من ثنائي أكسيد الكبريت والملوثات الناتجة عن الكبريت وأكسيدات النيتروجين.
- تكوين أنواع الطحالب وإجمالي كتلتها الحيوية في النظم المائية يمثل القياس المهم للتلوث العضوي وحمل المواد المغذية مثل النيتروجين والفوسفور.

توجد كائنات حية مُهندسة وراثيًا تُساعدنا في الإشارة إلى مستويات التأثير السمي في البيئة؛ مثال، نوع من العشب تمت هندسته وراثيًا وينمو هذا العشب بلون مختلف إذا كان في التربة سموم.

## المؤشرات الحيوانية والسموم
قد تشير زيادة أو نقصان عدد الحيوانات إلى الأضرار التي لحقت بالنظام البيئي بسب التلوث. على سبيل المثال، إذا تسبب التلوث في استنزاف مصادر الغذاء المهمة، وكانت أنواع الحيوانات تعتمد على هذه الأغذية فسيقل العدد: انخفاض عدد السكان. وقد يكون الانفجار السكاني نتيجة لنمو الأنواع النفعية. وإضافة إلى رصد حجم وعدد بعض الأنواع، تشتمل الآليات الأخرى عند الحيوانات على رصد تركيز السموم في الأنسجة الحيوانية، أو رصد المعدل الذي تنشأ فيه التشوهات في قطعان الحيوانات.

## المؤشرات الميكروبية والملوثات الكيميائية
يمكن استخدام الكائنات الحية الدقيقة على أنها مؤشرات على صحة النظام البيئي المائي أو الأرضي. تُعد الكائنات الحية الدقيقة أسهل من غيرها من الكائنات الحية في عملية أخذ العينات وتوجد بكميات كبيرة. وقد تُنتج بعض الكائنات الحية الدقيقة بروتينات جديدة، وتسمى بروتينات الإجهاد، عندما تتعرض لملوثات مثل الكادميوم والبنزين. ويمكن استخدام بروتينات الإجهاد هذه على أنها نظام للإنذار المبكر للكشف عن مستويات التلوث العالية.

## المؤشرات الميكروبية في التنقيب عن النفط والغاز
غالبًا ما يتم استخدام المؤشرات الميكروبية في التنقيب عن النفط والغاز في الأحواض الحدودية لتحديد المناطق المحتملة لتواجد النفط والغاز. ومن المعروف في العديد من الحالات أن النفط والغاز يتسربان نحو السطح كمستودع هيدروكربوني وعادة ما يتسرب أو قد تسرب نحو السطح عن طريق قوى الطفو للتغلب على ضغوط التسرب. ويمكن للهيدروكربونات هذه تغيير الحوادث الكيميائية والميكروبية الموجودة بالقرب من التربة السطحية أو يمكن التقاطها مباشرة. تشتمل التقنيات المستخدمة في التنقيب عن النفط والغاز على تحليل الحمض النووي، حدث خطأ بسيط بعد زراعة عينة التربة في الوسط القائم على المواد الهيدروكربونية أو عن طريق النظر في استهلاك الغازات الهيدروكربونية في خلية زراعة.

## المؤشرات الحيوية اللافقارية
تُعد اللافقاريات من المؤشرات المفيدة والمريحة للـصحة البيئية للمسطحات المائية أو الأنهار. وتكون اللافقاريات موجودة في كثير من الأحيان، ومن السهل أخذ عينة منها والتعرف عليها. وقد وجد أن حساسية مجموعة اللافقاريات ستمكننا من حكم موضوعي عن الحالة البيئية.
في أستراليا، تم وضع طريقة «الإشارة» واستخدامها من قبل الباحثين ومجموعات مراقبة المياه المجتمعية لمراقبة صحة المياه.
في الولايات المتحدة، قد نشرت وكالة حماية البيئة (EPA) البروتوكلات السريعة للتقييم الحيوي، بناءً على اللافقاريات إضافة إلى نباتات قاعية ملتصقة والسمك. وتستخدم هذه البروتوكلات من قبل العديد من المؤسسات الحكومية الاتحادية والولائية والمحلية لتصميم المسح الحيوي لتقييم نوعية المياه. تعمل المؤسسات التطوعية لمراقبة جريان النهر في الولايات المتحدة بالتعاون مع الهيئات الحكومية، وعادة ما تستخدم هذه المؤسسات طرق اللافقاريات. وتتم إجراءات تحديد الأنواع في هذا المجال دون استخدام معدات معينة، وبسهولة يمكن دراسة الأساليب في جلسات تدريب تطوعية.
في جنوب أفريقيا، تم وضع «نظام تسجيل النقاط الجنوب إفريقي» (SASS) على أنه الأسلوب السريع للتقييم الحيوي، بناءً على اللافقاريات القاعية، ويتم استخدامه لتقييم نوعية المياه في أنهار جنوب إفريقيا. وقد تم تنقيح أداة الرصد الحيوي المائي «نظام تسجيل النقاط الجنوب إفريقي» على مدار الثلاثين عامًا الماضية وهي الآن في إصدارها الخامس (SASS5) الذي تم تعديله تحديدًا وفقًا للمعايير الدولية، التي تُسمى بروتوكول أيزو/آي إي سي 17025. وتم استخدام الإصدار الخامس لـ«نظام تسجيل النقاط الجنوب إفريقي» من قبل وزارة الشئون المائية بجنوب إفريقيا كوسيلة قياسية لتقييم الصحة النهر، الذي يغذي البرنامج القومي لصحة النهر وقاعدة البيانات القومية الخاصة بالأنهار.
تؤدي ظاهرة الخصائص الجنسية في أنواع المحار من القواقع البحرية إلى نمو غير طبيعي للبظر عند الإناث، ولكنها لا تسبب العقم. وبسبب ذلك، تم اقتراح هذه الأنواع على أنها مؤشرات جيدة عن التلوث مع مركبات القصدير العضوية التي هي من صنع الإنسان في موانئ ماليزيا.ports.